# Jean Couture
Pour les articles homonymes, voir Couture (homonymie).
Jean Couture est un médecin et professeur québécois né à Québec en 1924 et mort le 16 décembre 2016 à Montréal,.

## Biographie
Depuis 1988, Couture forme et dirige une équipe afin d'établir différentes unités d'oncologie en Chine. Le projet est soutenu par une coopération entre l'Université Laval et le Norman Bethune College of Medicine, (aujourd'hui fusionnée avec l'université de Jilin).
Il est le frère du prêtre et homme politique Jacques Couture.

## Distinctions
- 1994 :  Membre de l'Ordre du Canada[6]
- 1994 : Friendship Award à titre d'expert étranger reconnu par le gouvernement chinois
- 1995 : Médaille Gloire de l'Escolle
- 1998 : Membre de l'Académie des Grands Québécois
- 2001 :  Chevalier de l'Ordre national du Québec[7]
- 2002 : Médaille de la Ville de Québec